# Mesonea radians
Espèce
Mesonea radians est une espèce d'ectoproctes de la famille des Crisinidae.

## Publication originale
- Lamarck, 1816 : Histoire naturelle des animaux sans vertèbres, présentant les caractères généraux et particuliers de ces animaux.